# Mataura
Mataura es una comuna asociada de la comuna francesa de Tubuai que está situada en la subdivisión de Islas Australes, de la colectividad de ultramar de Polinesia Francesa.

## Composición
La comuna asociada de Mataura comprende una fracción de la isla de Tubuai y el motu más próximo a dicha fracción:
| Comuna asociada de Mataura    |                  |                  |                    |
| Fracción de la isla de Tubuai | Población (2012) | Superficie (km²) | Densidad (hab/km²) |
| Mataura                       | 1030             | -                | -                  |
| Islote                        | Población (2012) | Superficie (km²) | Densidad (hab/km²) |
| Plat                          | -                | -                | -                  |

## Demografía
| Gráfica de evolución demográfica de Mataura entre 1977 y 2012 |
|                                                               |

Fuente: Insee